# Stationär dator

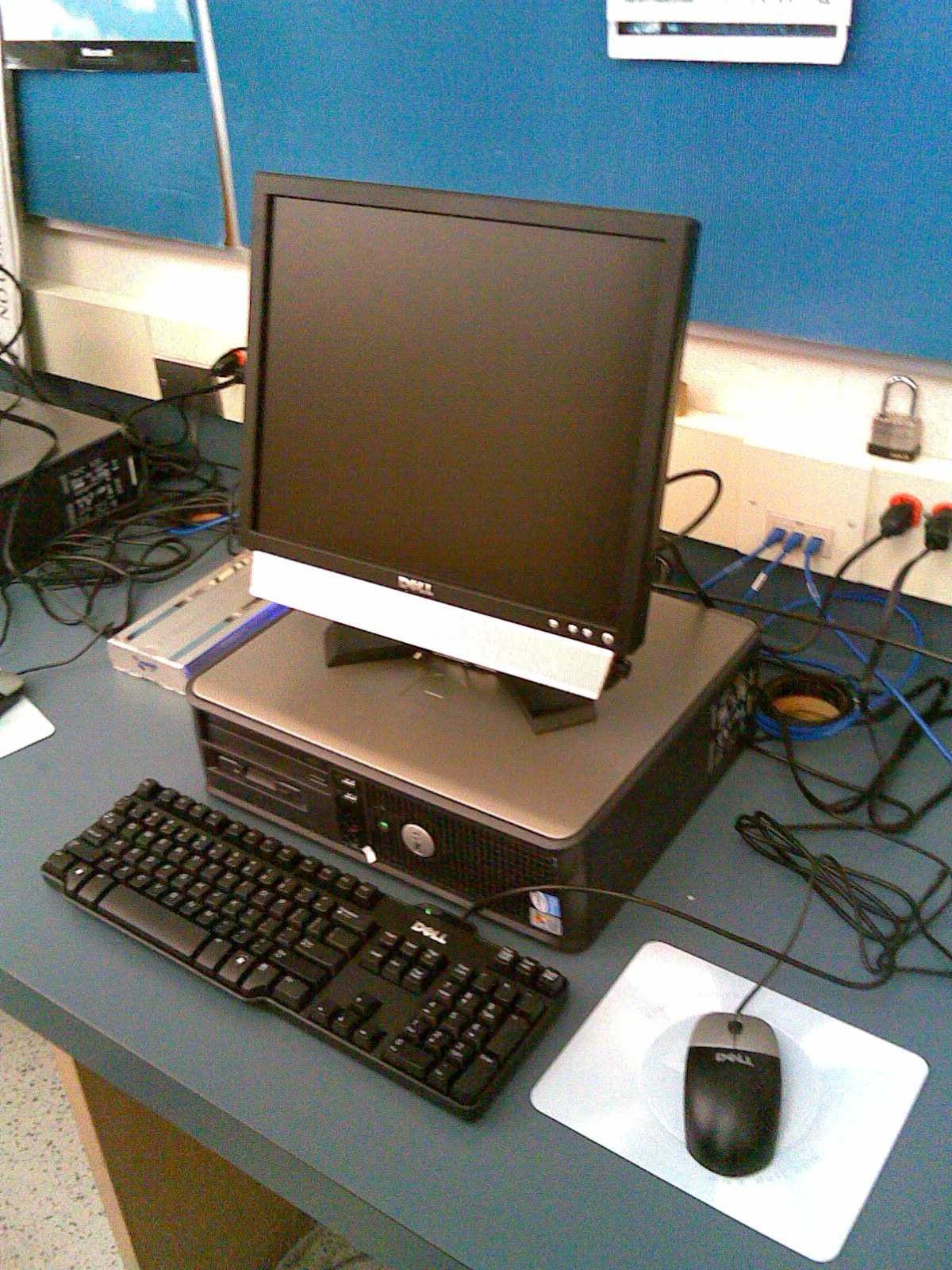
En skrivbordsdator från Dell med en bildskärm ovanpå.

En stationär dator är en dator, i allmänhet en persondator, avsedd för permanent placering, till skillnad från en bärbar dator. Vanliga typer av stationära datorer är skrivbordsdatorn, arbetsstationen och stordatorn. Vanligt för den stationära datorn är att tangentbord, bildskärm och högtalare är fristående tillbehör. Det har dock förekommit stationära modeller där bildskärm och högtalare är integrerade i datorn, som vissa tidiga modeller av Compaq Presario.

## Historia
De första stationära datorerna som var tillgängliga för privatpersoner dök upp på 1980-talet och datorerna var främst ordbehandlare. Med dessa kunde användaren skapa och redigera textdokument, vilket för många var nytt och fascinerande.
Under 1990-talet blev multimedia ett modeord och i marknadsföring talades om multimediadatorer som hade stöd för multimedia.
Dessa datorer var inte försedda med inbyggda högtalare, även om det förekom undantag,  utan externa högtalare som tillbehör var vanliga. CD-ROM-läsare byggdes in i datorerna.
Skärmarna till de tidiga stationära datorerna var CRT-skärmar, så kallade "tjockskärmar", och använde sig av katodstrålerör. CRT-skärmarna utkonkurrerades av plasma- och LCD-skärmar.
Dåtidens datorer innehöll även mycket kvicksilver som är giftigt.